# Clubiona yaginumai
Clubiona yaginumai är en spindelart som beskrevs av Hayashi 1989. Clubiona yaginumai ingår i släktet Clubiona och familjen säckspindlar. Inga underarter finns listade i Catalogue of Life.